# Омелян Володимир Володимирович
Володимир Володимирович Омелян (нар. 30 січня 1979, Львів, УРСР) — український дипломат, міністр інфраструктури України (2016—2019), політичний експерт, правнук класика української літератури Богдана Лепкого.

## Освіта
Закінчив Львівську академічну гімназії при університеті «Львівська політехніка», 2000 року закінчив Львівський університет ім. Франка, бакалавр за спеціальністю «Фінанси, міжнародні відносини». 2001 року закінчив Львівську політехніку за спеціальністю «Економіка і підприємництво».

## Кар'єра
- 10.2000 — 04.2001 — спеціаліст другої категорії відділу НАТО та ЗЄС Управління євроатлантичної інтеграції Міністерства закордонних справ України, Київ.
- 04.2001 — 09.2001 — аташе відділу НАТО та європейської безпеки Управління євроатлантичного співробітництва Департаменту з питань політики та безпеки Міністерства закордонних справ України.[2]
- 09.2001 — 08.2002 — аташе Групи планування, координації та контролю Кабінету Міністра Міністерства закордонних справ України, Київ;
- 08.2002 — 09.2004 — третій секретар Постійного представництва України при міжнародних організаціях у Відні на час довготермінового відрядження МЗС;
- 09.2004 — 11.2006 — другий секретар Постійного представництва України при міжнародних організаціях у Відні на час довготермінового відрядження МЗС;
- 11.2006 — 04.2007 — заступник директора Департаменту забезпечення роботи Міністра (патронатна служба) Міністерства економіки України;
- 04.2007 — 01.2008 — перший секретар аналітичного відділу Департаменту секретаріату Міністра МЗС України;
- 01.2008 — 03.2009 — начальник Управління організації роботи Міністра Міністерства охорони навколишнього природного середовища України;
- 03.2009 — 03.2010 — директор Департаменту секретаріату Міністра (патронатна служба) Міністерства охорони навколишнього природного середовища України;
- 08.2010 — 03.2011 — радник відділу обробки документації та контролю Департаменту секретаріату Міністра МЗС;
- 03.2011 — 04.2011 — радник аналітично-іміджевого відділу Департаменту секретаріату Міністра МЗС;
- 04.2011 — 05.2011 — радник відділу РФ Першого територіального департаменту МЗС;
- 05.2011 — 11.2011 — в.о. начальника відділу РФ Першого територіального департаменту Міністерства закордонних справ України, Київ;
- 11.2011 — 03.2012 — начальник відділу Управління РФ Першого територіального департаменту МЗС України;
- 03.2012 — 06.2012 — заступник директора Першого територіального департаменту Міністерства закордонних справ України — начальник Управління РФ цього Департаменту;
- 06.2012 — 03.2014 — заступник директора Департаменту забезпечення діяльності Міністра (патронатна служба) Міністерства фінансів України;
- З 03.2014 — керівник Служби Міністра Кабінету міністрів України;

24 лютого 2022 року приєднався добровольцем до лав ЗСУ.

## Робота в Міністерстві інфраструктури
З грудня 2014 до 2016 року був заступником Міністра інфраструктури України. До МІУ прийшов із Андрієм Пивоварським, а 14 квітня 2016 року очолив міністерство в уряді Володимира Гройсмана. 29 серпня 2019 року Омеляна було звільнено з посади міністра.

### Авіаційні перевезення
Під час своєї каденції основною проблемою ринку авіаперевезень в Україні визначав надмірну монополізацію. 2016 року на ринку домінували компанії МАУ та Дніпроавіа, обидві належали Ігорю Коломойському. Омелян стверджував, що підконтрольні Коломойському люди в Державній авіаційній службі не давали іншим аіваперевізникам зайти на український ринок й чинили перешкоди приєднанню України до «відкритого неба».
2016 року Омелян провів реформу авіаційної служби, ринок авіаперевезень почав рости приблизно на 30 % щороку. Оголосив 2018-й роком бюджетних авіаліній Україні, на початку року в Україні діяли 38 повітряних ліній, що обслуговувалися лоукост-авіакомпаніями, ця кількість подвоїлася з 2015 року. Аеропорт «Бориспіль» досяг максимальних показників за свою історію, протягом 2018 року кількість пасажирів зросла на 2 млн — до 10,45 млн, а Львівський аеропорт обслужив 1 млн пасажирів, що стало найкращим показником із 1991-го.
2018 року Омелян анонсував співпрацю з ірландським лоукостером Ryanair, при цьому, перевізник почав продаж квитків на рейси, для яких на той момент ще не отримав відповідних слотів від аеропортів, тому деякі експерти передбачали можливий колапс у початку роботи компанії. Але компанія згодом успішно почала роботу на українському ринку і за перші 10 місяців перевезла 500 тис. пасажирів.
Того ж року пасажиропотік українських аеропортів перевищив 20 млн пасажирів. Різкий ріст кількості авіаперевезень протягом 2016—2019 років став також і викликом для Державіаслужби як регулятора, адже вимагав подальшого суттєвого розвитку інфраструктури та нормативно-правої бази.

### Залізничні перевезення
Омелян був одним з ініціаторів перетворення Укрзалізниці у акціонерне товариство, виступив проти корупції на Укрзалізниці.. 2017 року виступив ініціатором оновлення рухомого складу Укрзалізниці шляхом купівлі вживаних дизель-поїздів у Німеччині і нових приміських електропоїздів із залученням кредитів. Лобіював розширення залізничного сполучення з ЄС і будівництва євроколій, лобіював підписання мільярдного контракту з GE на виробництво американських тепловозів в Україні. Відповідно до договору, Укрзалізниця мала закупити 225 тепловозів GE із рівнем локалізації виробництва 40 %, станом на березень 2019 року було поставлено 22 тепловози.

### Водні перевезення
Омелян на посту міністра виступав за передачу портів у концесію, щоб стимулювати розвиток державно-приватного партнерства у сфері морських перевезень. За даними Омеляна, українські порти керувалися Ахметовим і двома депутатами ВРУ, більшість орендарів інфраструктури не були зацікавленими в розвитку орендованих об'єктів та інвестиціями в них. Омелян запровадив Морську адміністрацію, що мала координувати роботу 13 морських портів та гарантувати безпеку судноплавства. Проекти концесії були реалізовані в портах Ольвія і Херсон.

## Розслідування
13 вересня 2018 року НАБУ повідомило тодішньому міністру Омеляну про підозру в незаконному збагаченні та декларуванні недостовірної інформації. Сам Омелян заперечив звинувачення. 14 вересня Солом'янський суд Києва відмовився обрати запобіжний захід у вигляді застави 5 млн грн для Омеляна і віддав його на поруки міністру спорту Ігорю Жданову та депутату ВРУ Федору Бендюженку (фракція «Народний фронт»). Подальшого розвитку справа не мала.
22 лютого 2019 року САП передала до суду обвинувачення проти Омеляна в незаконному збагаченні.
12 червня 2020 о 6:30 ДБР провела обшуки вдома у Омеляна, їх було проведено нібито за рішенням суду щодо колишніх власників будинку, який він орендував.
19 червня НАБУ повідомило Омеляну про підозру у вчиненні незаконних дій, через які держбюджет недоотримав 30,5 млн грн. 26 червня суд відпустив Омеляна під особисте зобов'язання, цей запобіжний захід мав діяти до 19 серпня.
18 жовтня 2021 року Омеляна було виправдано у справі про заниження доходів бюджету 2018 року.

## Нагороди
- 2 травня 2017 року — Орден Святого Рівноапостольного князя Володимира Великого III ст. за особистий внесок у справі відродження української держави і духовності, піднесення ролі Української церкви в житті суспільства і України, вручив Патріарх Філарет[33]

## Родина
- Батько — Володимир Омелян, мати — Марта Омелян[5]
- Двоюрідний брат Омеляна  — оперний співак Василь Сліпак (загинув у червні 2016 року під час АТО на Донбасі, воював у складі Правого сектору)[34]
- Прадід — видатний український літератор і громадський діяч Богдан Лепкий.[35]
- Дружина — Світлана Бевза, українська дизайнерка, модельєрка.
- Тесть — редактор і співзасновник видавництва «Червона Калина» та журналу Літопис «Червоної Калини» Ігор Ходак.
- Син Северин (від першого шлюбу), син Марко, донька Анна

## Громадська позиція
- У травні 2017 — з іншими міністрами взяв на поруки опального екс-нардепа Миколу Мартиненка, якого на той час підозрювали в розтраті коштів Східного гірничо-збагачувального комбінату (СхідГЗК). Сам Омелян у інтерв'ю заявив, що не був радий такому рішенню міністрів[36].

- 2 липня 2018 — приєднався до акції «Україна з тобою!» на підтримку ув'язненого у Росії українського режисера Олега Сенцова[37]